# 阿蒂拉 (伊利諾伊州)
阿蒂拉（英語：Attila）是位於美國伊利諾伊州威廉森縣的一個非建制地區。該地的面積和人口皆未知。

## 地理
阿蒂拉的座標為37°46′11″N 88°46′16″W / 37.76972°N 88.77111°W，而該地的平均海拔高度為170米（即558英尺）。